# Alizée
Alizée Jacotey, més coneguda pel nom artístic d'Alizée, (Ajaccio, Còrsega, 21 d'agost de 1984) és una cantant francesa. Als seus inicis va ser la protegida de la Mylène Farmer, una coneguda i reeixida cantant nascuda al Quebec.
El seu senzill més popular va ser «Moi... Lolita», publicat el juliol de 2000, el qual es va convertir en uns dels més venuts de la cantant, venent 1.500.000 còpies solament a França. L'èxit de la cançó va traspassar fronteres i es va posicionar el #2 als Països Baixos, #5 a Alemanya, #9 a Anglaterra i va ser #1 a Espanya i Itàlia. El segon senzill, «L'Alizé», va arribar el novembre i va ser #1 a França venent 700.000 còpies només a aquest país. El mateix mes es va llançar el seu àlbum debut titulat Gourmandises, que va arribar al #1 i va vendre 800.000 còpies. «Parler tout bas» i «Gourmandises» van ser els següents senzills. Els anys 2001-2002 va tenir gran projecció internacional fent arribar la seva música a tots els indrets del món. El març del 2003 va tornar a l'escena musical editant el seu segon àlbum Mes courants électriques, que no va tenir el mateix èxit que el seu predecessor, però va entrar el #2 de les llistes franceses. L'agost de 2003 va donar el seu primer concert de la seva primera gira en directe, que va arribar a França, Bèlgica i Suïssa i va culminar el 17 de gener del 2004 al Zénith de París. La gira es va editar en CD i DVD l'octubre del mateix any. Posteriorment, es va prendre un temps sabàtic, però el 2007 va treure un nou disc, Psychédélices, en el qual va combinar cançons de diversos estils.
L'Alizée es va casar amb el cantant francès Jérémy Chatelain el 6 de novembre del 2003. La parella va tenir la seva primera filla, Annily, el 28 d'abril del 2005.

## Discografia

### Àlbums
- Gourmandises (novembre, 2000)
- Mes courants électriques (març, 2003)
- Alizée en concert (18 d'octubre, 2004)
- Psychédélices (3 de desembre, 2007)
- Une enfant du siècle (29 de març, 2010)

### Senzills
- «Moi... Lolita» (juliol, 2000)
- «L'Alizé» (novembre, 2000)
- «Parler tout bas» (abril, 2001)
- «Gourmandises» (agost, 2001)
- «J'en ai marre!» (febrer, 2003)
- «I'm fed up!» (abril, 2003)
- «J'ai pas vingt ans» (juny, 2003)
- «I'm not twenty» (octubre, 2003)
- «A contre-courant» (octubre, 2003)
- «Mademoiselle Juliette» (2007)
- «Fifty sixty» (2008)
- «Hello, baby» (2009)

### DVDs
- Alizée en concert (18 d'octubre, 2004)